# Piràmide Vincent
El Piràmide Vincent és una muntanya de 4.215 metres que es troba entre les regions d'Aosta i Piemont a Itàlia.